# NGC 3227
في الفهرس العام الجديد NGC 3227 هي مجرة حلزونية متوسطة في كوكبة الأسد على بعد يقدر بحوالي 78 مليون سنة ضوئية. تتفاعل NGC 3227 مع المجرة الإهليلجية القزمة NGC 3226 . ويعتبر تفاعل المجرتان واحدا من أمثلة عدة على مجرة حلزونية مع مجرة إهليلجية قزمة مرافقة لها مدرج في أطلس المجرات الغريبة.
اكتشفت NGC 3227 في 15 فبراير 1784 من قبل عالم الفلك الألماني البريطاني ويليام هيرشل.

## النواة
تحتوي NGC 3227 على نواة زايفرت، وهو نوع من النوى المجرية النشطة (AGN). وعادة ما تحتوي نواة زايفرت هذه على ثقب أسود هائل تقدر كتلتة بنحو 1.4+1.0
−0.6×107 كتلة شمسية. وكما هو الحال في العديد من نوى المجرات النشطة، تم تحديد نواة 3227 NGC كمصدر انبعاث للأشعة السينية المتغيرة. يحدث هذا التغير في جداول زمني يتراوح بين بضع ساعات إلى بضعة أشهر. وقد يكون التغير ناتج عن الاختلافات في كثافة أو تأين الغاز والغبار بالقرب من النواة المجرية النشطة التي تمتص انبعاث الأشعة السينية. وقد يوجد قدر كبير من الغاز الممتص للأشعة السينية ضمن 0.4 فرسخ فلكي (1.3 سنة ضوئية) من النواة. ويشير التغير المرصود في شكل طيف الأشعة السينية في عامي 2000 و 2001 إلى أن بعض الغازات المستوعبة للأشعة السينية تقع ضمن حدود 10-100 سنة ضوئية من النواة. وقد وصل ضياء النواة إلى حدة الأقصى في عام 1977 عندما تم الحصول على أدلة تشير إلى وجود تيارات غازية طويلة الأمد تتدفق من جانب واحد أو من الجانبين .

## وصلات خارجية
- NGC 3227 على موقع ويكي سكاي: DSS2, SDSS, GALEX, IRAS, Hydrogen α, X-Ray, Astrophoto, Sky Map, Articles and images